# 3 Front Nadbałtycki
3 Front Nadbałtycki (ros. 3-й Прибалтийский фронт) zwany też w literaturze polskiej 3 Frontem Bałtyckim – związek operacyjno-strategiczny Armii Czerwonej o kompetencjach administracyjnych i operacyjnych na zachodnim terytorium ZSRR, działający podczas wojny z Niemcami w czasie II wojny światowej.

## Historia
Utworzony 18 kwietnia 1944 z części Frontu Leningradzkiego. Dowódca generał pułkownik (od 28 lipca generał armii) Iwan Maslennikow. 
W okresie 10 lipca – 22 października 1944 Front brał udział w wyzwalaniu krajów bałtyckich, głównie w walkach o Rygę. Po wyzwoleniu ziem bałtyckich większość związków operacyjnych przeszła do odwodów strategicznych Kwatery Głównej Naczelnego Dowództwa Sił Zbrojnych ZSRR – Stawki.

## Skład
- 1 Armia Uderzeniowa
- 54 Armia
- 61 Armia
- 67 Armia